# Wasserturm (Opole)

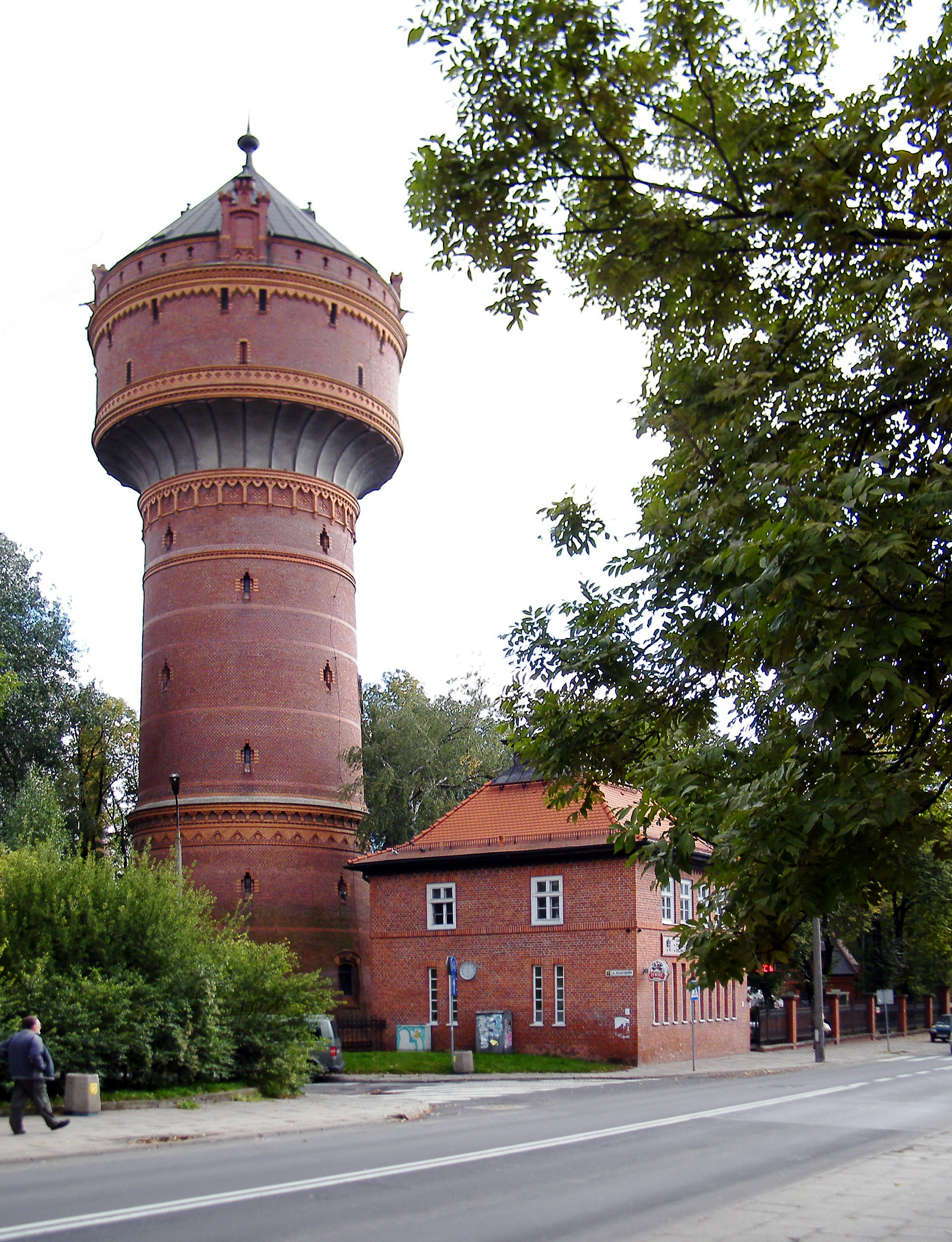
Wasserturm in Opole

Der Wasserturm (poln. Wieża ciśnień) der schlesischen Stadt Opole (Oppeln) steht an der ul. Oleska 64 (der ehemaligen Rosenberger Straße) und entstand Ende des 19. Jahrhunderts.

## Geschichte

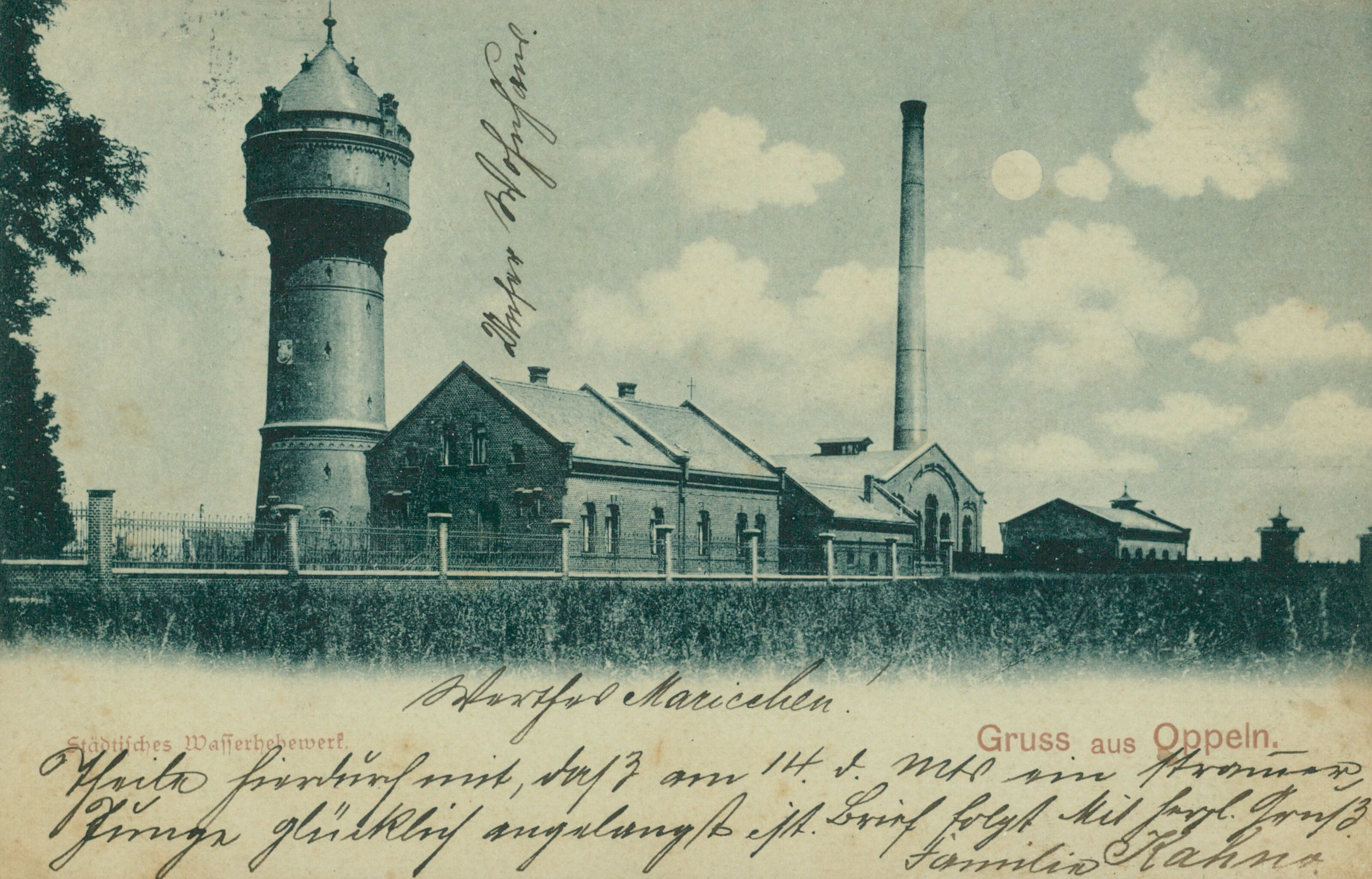
Historische Ansicht von 1898

Die Grundsteinlegung für den Wasserturm erfolgte 1892 außerhalb der damaligen Siedlungsstruktur der Stadt Oppeln. Mit Planung und Bau war der Ingenieur W. Pfeffer beauftragt. Die Fertigstellung des Wasserturms mitsamt einer neuen Wasserversorgungsanlage und einer modernen Wasseraufbereitungsanlage erfolgte 1896.
Seit 1982 steht der Turm mitsamt dem Nebengebäude unter Denkmalschutz. Er wurde bis 2009 genutzt und nach der Stilllegung bis 2015 grundlegend saniert, er kann heute besichtigt werden. Der Turm wird ebenfalls für kulturelle Zwecke genutzt.

## Architektur
Der Wasserturm entstand im neogotischen Stil und hatte ein Fassungsvermögen von 750 m³. Der 48 m hohe Turm besitzt eine reich verzierte Fassade, darunter Gesimse mit Friesen.